# ماير فيلدمان
ماير فيلدمان (بالإنجليزية: Myer Feldman)‏ (و. 1914 – 2007 م) هو محام من الولايات المتحدة الأمريكية ولد في فيلادلفيا، بنسيلفانيا.